# نیکو زیمرمان
نیکو زیمرمان (انگلیسی: Nico Zimmermann؛ زادهٔ ۲ سپتامبر ۱۹۸۵) بازیکن فوتبال اهل آلمان است.
از باشگاه‌هایی که در آن بازی کرده‌است می‌توان به باشگاه فوتبال زاربروکن، باشگاه فوتبال هانزا روستوک، باشگاه فوتبال آینتراخت برانشوایگ، و باشگاه فوتبال وی‌اف‌آر آلن اشاره کرد.